# Liga Femenina del Voleibol Argentino 2012-13
La Liga Femenina del Voleibol Argentino 2012-13 fue la 17.ª edición de la Liga Femenina de Voleibol Argentino, el máximo torneo de voleibol femenino en Argentina a nivel de clubes.
La liga contó con la participación de 12 clubes, cuyos cuatro mejores equipos clasificaron a una segunda ronda, de eliminación directa, en el cual los equipos se eliminaron entre sí hasta llegar a la final
El campeón fue Vélez Sarsfield, que obtuvo su primer título al derrotar a Boca Juniors por 3-0 en la final.

## Primera ronda
| Pos. | Equipo                           | Partidos | Partidos | Partidos | Sets | Sets | Tantos | Tantos | Pts |
| Pos. | Equipo                           | PJ       | PG       | PP       | SG   | SP   | TG     | TP     | Pts |
| ---- | -------------------------------- | -------- | -------- | -------- | ---- | ---- | ------ | ------ | --- |
| 1.º  | Boca Juniors                     | 9        | 9        | 0        |      |      |        |        | 26  |
| 2.º  | Vélez Sarsfield                  | 9        | 8        | 1        |      |      |        |        | 23  |
| 3.º  | Estudiantes                      | 9        |          |          |      |      |        |        | 18  |
| 4.º  | Villa Dora                       | 9        | 6        | 3        |      |      |        |        | 17  |
| 5.º  | Gimnasia y Esgrima La Plata      | 9        | 6        | 3        |      |      |        |        | 17  |
| 6.º  | Mar Chiquita Vóley               | 9        |          |          |      |      |        |        | 17  |
| 7.º  | San Martín de Formosa            | 9        |          |          |      |      |        |        | 16  |
| 8.º  | San Lorenzo                      | 9        |          |          |      |      |        |        | 7   |
| 9.º  | San José                         | 9        |          |          |      |      |        |        | 7   |
| 10.º | Gimnasia y Esgrima Santa Fe      | 9        | 1        | 8        |      |      |        |        | 6   |
| 11.º | Unión Eléctrica                  | 9        | 2        | 7        |      |      |        |        | 5   |
| 12.º | Universidad Nacional de San Juan | 9        | 1        | 8        |      |      |        |        | 3   |

|  |                             |
|  | Clasificados a Semifinales. |

## Segunda ronda
|  | Semifinales     | Semifinales     |   |              | Final        | Final |  |
|  |                 |                 |   |              |              |       |  |
|  |                 |                 |   |              |              |       |  |
|  | Buenos Aires    |                 |   |              |              |       |  |
|  | Boca Juniors    | 3               |   |              |              |       |  |
|  | Villa Dora      | 0               |   |              |              |       |  |
|  |                 |                 |   |              |              |       |  |
|  |                 |                 |   |              | Buenos Aires |       |  |
|  |                 |                 |   |              | Boca Juniors | 0     |  |
|  |                 | Vélez Sarsfield | 3 |              |              |       |  |
|  |                 |                 |   |              |              |       |  |
|  |                 |                 |   |              |              |       |  |
|  |                 |                 |   |              | Tercer lugar |       |  |
|  | Buenos Aires    | Buenos Aires    |   | Buenos Aires | Buenos Aires |       |  |
|  | Estudiantes     | 0               |   | Estudiantes  | 3            |       |  |
|  | Vélez Sarsfield | 3               |   |              | Villa Dora   | 1     |  |

### Semifinales
| Equipo 1        | Resul | Equipo 2    | Set 1 | Set 2 | Set 3 | Set 4 | Set 5 | Estadio            |
| --------------- | ----- | ----------- | ----- | ----- | ----- | ----- | ----- | ------------------ |
| Boca Juniors    | 3-0   | Villa Dora  | 25-17 | 25-18 | 25-14 | -     | -     | Estadio Luis Conde |
| Vélez Sarsfield | 3-0   | Estudiantes | 25-19 | 25-21 | 25-23 | -     | -     | Estadio Luis Conde |

### Partido por el tercer puesto
| Equipo 1    | Resul | Equipo 2   | Set 1 | Set 2 | Set 3 | Set 4 | Set 5 | Estadio            |
| ----------- | ----- | ---------- | ----- | ----- | ----- | ----- | ----- | ------------------ |
| Estudiantes | 3-1   | Villa Dora | 24-26 | 25-22 | 25-18 | 27-25 | -     | Estadio Luis Conde |

### Final
| Local        | Resul | Visitante       | Set 1 | Set 2 | Set 3 | Set 4 | Set 5 | Estadio            |
| ------------ | ----- | --------------- | ----- | ----- | ----- | ----- | ----- | ------------------ |
| Boca Juniors | 0-3   | Vélez Sarsfield | 22-25 | 20-25 | 11-25 | -     | -     | Estadio Luis Conde |